# Conxa Pérez Collado
Pour les articles homonymes, voir Pérez et Collado.
Conxa Pérez Collado, née à Barcelone le 17 octobre 1915 et morte le 17 avril 2014 dans cette même ville, est une personnalité anarchiste et une militaire républicaine de la guerre d'Espagne.

## Biographie
Conxa Pérez Collado naît dans le quartier de Les Corts, à Barcelone, d'un père ouvrier fondeur et anarchiste, Juan Pérez Güell, l'un des membres fondateurs de la CNT. Sa mère travaille dans une usine de verre. Elle se rapproche très tôt des milieux libertaires et entre en 1932 à la Fédération anarchiste ibérique. 
Lorsque la guerre d'Espagne éclate, en juillet 1936, elle est déjà entraînée en prévision du conflit. Dès les premiers jours de la guerre, elle se bat contre les fascistes à Barcelone et fait partie d'un bataillon de son quartier formés de 100 soldats, dont sept femmes. Ainsi, elle attaque la prison Model de Barcelone pour libérer les prisonniers politiques, occupe un couvent ou encore organise les barricades.
Elle part ensuite vers Caspe pour défendre la République sur le Front d'Aragon où elle intègre la colonne Ortiz en route vers Azaida. Elle participe à la bataille de Belchite et fait partie d'un groupe de miliciennes républicaines qui combattent dans le secteur de Tardienta.
De retour à Barcelone, elle dirige une usine d'armement collectivisée, avant d'être blessée et capturée alors qu'elle patrouille autour de la place de la Catalogne. Lors de la chute de Barcelone, elle s'exiler en France. Elle est alors incarcérée au camp de concentration d'Argelès-sur-Mer, où elle est infirmière volontaire.
En septembre 1942, elle revient à Barcelone. Durant la dictature, elle ouvre un commerce au marché de Sant Antoni avec son ex-compagnon Maurici Palau, également anarchiste, qui vient d'être libéré. La boutique devient le lieu de rencontres clandestin pour les anarchistes menacés par le franquisme. Elle continue aussi son engagement militant à la CNT et à la CGT.
Après la mort de Franco en 1975, elle participe aux associations locales de son quartier du Raval dans lequel devient une figure importante, continuant  toute sa vie à témoigner et co-fondant l'association de mémoire Les Dones de 36 (en français : Les Femmes de 36).

## Postérité
- Une place publique de Barcelone, près du marché de Sant Antoni où elle travaillait, est nommée en sa mémoire par la Mairie de Barcelone[11].